# بلانچ انگلستان
بلانچ انگلستان (انگلیسی: Blanche of England; Spring 1392 – ۲۲ مه ۱۴۰۹ (aged 17)) اهل پادشاهی متحد بریتانیای کبیر و ایرلند بود.